# Parque Nacional Pacific Rim

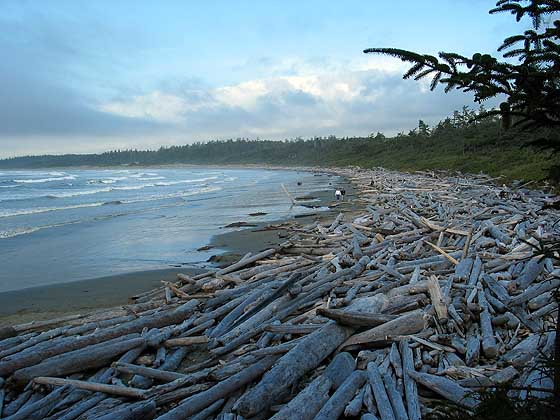
Long Beach, Parque Nacional Pacific Rim

O Parque Nacional Pacific Rim é uma reserva federal canadense localizada na província de Colúmbia Britânica. O parque é constituído de três separadas regiões: Long Beach, Ilhas Broken Group e Trilhas West Coast. Em sua totalidade o parque tem uma área de 511 km², incluso terra e mar.
Long Beach é a mais visitada e mais acessível das três regiões. É constituído da região costeira que vai de Tofino a Ucluelet.
A região das ilhas Broken Group são constituídas de mais de cem pequenas ilha no Estreito de Barkley, sendo somente acessível por barco.
As Trilhas West Coast corresponde a 75 quilômetros de trilhas na costa oeste da Ilha Vancouver, desde Port Renfrew até Bamfield.